# Cherangany Hills
Cherangany Hills är kullar i Kenya.   De ligger i länet Västra Pokot, i den västra delen av landet, 300 km nordväst om huvudstaden Nairobi.